# Герман Генріх Беренд
Герман Генріх Беренд (нім. Hermann-Heinrich Behrend; 25 серпня 1898 — 19 червня 1987) — німецький офіцер, учасник Першої і Другої світових воєн, генерал-майор. кавалер Лицарського хреста з дубовим листям та мечами.

## Перша світова війна
У червні 1915 року вступив добровольцем на військову службу, в піхотний полк. З березня 1916 року- унтер-офіцер, з квітня 1917 року — лейтенант. В кінці війни командував кулеметною ротою. Нагороджений Залізними хрестами обох ступенів. Був поранений.

## Між світовими війнами
Продовжив службу в рейхсвері. До початку Другої світової війни — майор, командир піхотного батальйону.

## Друга світова війна
Брав участь у Французькій кампанії 1940 року, нагороджений планками до Залізних хрестів (повторне нагородження).
З 22 червня 1941 року — брав участь в німецько-радянській війні, на північній ділянці Східного фронту. У липні 1941 року — нагороджений Лицарським хрестом. Підвищений до звання підполковника. У вересні 1941 року — важко поранений у боях під Ленінградом. Після госпіталю — у запасному батальйоні.
У січні-липні 1942 року — в патрульній службі (Heeresstreifendienst) в Україні, в серпні-грудні 1942 року — начальник патрульної служби в Норвегії, в січні-травні 1943 року — начальник патрульної служби в Німеччині. З березня 1943 року — полковник.
З червня 1943 року — знову на Східному фронті, командир гренадерського полку 58-ї піхотної дивізії (під Ленінградом, потім в районі Нарви). У січні 1944 року — поранений. У березні 1944 року — нагороджений Дубовим листям до Лицарського хреста.
З липня 1944 року — командир гренадерського полку 299-ї піхотної дивізії (в районі Гродно).
У січні-березні 1945 року — в резерві фюрера. З квітня 1945 року — командир 490-ї піхотної дивізії (на Західному фронті). Одержав звання генерал-майора, нагороджений Мечами (№ 148) до Лицарського хреста з Дубовим листям.
Після капітуляції Німеччини узятий у британський полон.

## Після війни
Відпущений з британського полону в травні 1947 року.
Помер 19 червня 1987 року у місті Зольтау (Західна Німеччина).

## Звання
- Єфрейтор (4 січня 1916)
- Унтерофіцер (29 березня 1916)
- Фенрих (19 лютого 1917)
- Лейтенант (13 квітня 1917) — без патенту; отримав патент 1 січня 1924 року.
- Оберлейтенант (1 лютого 1926)
- Гауптман (1 вересня 1933)
- Майор запасу (25 листопада 1937)
- Майор резерву (21 січня 1939)
- Майор (1 березня 1939)
- Оберстлейтенант (1 вересня 1941)
- Оберст (1 березня 1943)
- Генерал-майор (17 квітня 1945)

## Нагороди
- Залізний хрест
  - 2-го класу (9 червня 1917)
  - 1-го класу (4 листопада 1918)
- Хрест «За військові заслуги» (Мекленбург-Шверін) 2-го класу (2 січня 1918)
- Нагрудний знак «За поранення» в чорному
- Почесний хрест ветерана війни з мечами (21 січня 1935)
- Медаль «За вислугу років у Вермахті» 4-го і 3-го класу (12 років) (2 жовтня 1936) — отримав 2 медалі одночасно.
- Лицарський хрест Залізного хреста з дубовим листям і мечами
  - лицарський хрест (15 липня 1941)
  - дубове листя (№ 421; 6 березня 1944)
  - мечі (№ 148; 26 квітня 1945)
- Нагрудний знак «За поранення»
  - в сріблі (29 липня 1942)
  - в золоті (2 лютого 1944)
- Медаль «За зимову кампанію на Сході 1941/42»
- Штурмовий піхотний знак в сріблі (20 квітня 1943)
- Відзначений у Вермахтберіхт
  - «У важких боях на північному заході Німеччини 490-та піхотна дивізія під керівництвом оберста Беренда, нагородженого дубовим листям до Лицарського хреста Залізного хреста, продемонструвала виняткову стійкість. Оберстлейтенант Кнауст, командир полку цієї дивізії, нагороджений Лицарським хрестом Залізного хреста, особливо відзначився своєю особистою відданістю в цих боях.» (18 квітня 1945)